# International Love
«International Love» es el cuarto sencillo oficial del cantante cubano Pitbull, incluido en su sexto álbum de estudio Planet Pit. Fue lanzado previamente el 27 de mayo de 2011 como el primer sencillo promocional del álbum. El 1 de noviembre fue oficializado como el cuarto sencillo del álbum. Debutó en el puesto número 59 en el Billboard Hot 100 y escaló en la semanas posteriores hasta el número 13. Además alcanzó el número uno en el Billboard Hot Dance Club Songs y se logró posicionar entre los primeros diez en las listas de España, Francia, Austria, Canadá, Finlandia, Nueva Zelanda, Irlanda y el Reino Unido.
Cuenta con la colaboración en las voces del rapero Chris Brown y fue compuesto por Pitbull, Soulshock, Peter Biker, Sean Hurley y Claude Kelly, y producido por Soulshock, Biker y Hurley.

## Video musical
El video fue dirigido por Dave Rousseau. Muestra a Pitbull y a Chris Brown en una azotea, exhibiéndose hologramas en los edificios, mientras interpretan la canción. También muestra imágenes de la gira reciente de Pitbull. El vídeo contiene efectos especiales, con un fondo de pantalla verde y banderas de todo el mundo.

## Lista de canciones
- Descarga digital[4]

1. "International Love" – 3:49

- Sencillo en CD[5]

1. "International Love" (Versión del álbum) – 3:49
2. "International Love" (Jump Smokers! Radio Mix) – 4:27
3. "International Love" (Kaskade Edit) - 5:26

## Posicionamiento en listas y certificaciones
| Lista (2011–12)                       | Mejor posición |
| ------------------------------------- | -------------- |
| Alemania (Media Control AG)           | 21             |
| Australia (ARIA)                      | 15             |
| Austria (Ö3 Austria Top 40)           | 8              |
| Bélgica (Flandes) (Ultratop 50)       | 20             |
| Bélgica (Valonia) (Ultratop 50)       | 13             |
| Canadá (Canadian Hot 100)             | 10             |
| Dinamarca (Tracklisten)               | 30             |
| Finlandia (OFC)                       | 7              |
| Francia (SNEP)                        | 6              |
| Escocia (The Official Charts Company) | 8              |
| España (Top 100 Canciones)            | 3              |
| Estados Unidos (Billboard Hot 100)    | 13             |
| Estados Unidos (Hot Dance Club Songs) | 1              |
| Estados Unidos (Pop Songs)            | 6              |
| Estados Unidos (Latin Pop Songs)      | 4              |
| Estados Unidos (Rap Songs)            | 15             |
| Hungría (Rádiós Top 40)               | 4              |
| Irlanda (IRMA)                        | 8              |
| Noruega (VG-lista)                    | 13             |
| Nueva Zelanda (Recorded Music NZ)     | 7              |
| Países Bajos (Dutch Top 40)           | 35             |
| Reino Unido (UK Singles Chart)        | 10             |
| República Checa (Rádio Top 100)       | 5              |
| Suecia (Sverigetopplistan)            | 34             |
| Suiza (Schweizer Hitparade)           | 13             |

| País          | Organismo certificador | Certificación | Ref.   |
| ------------- | ---------------------- | ------------- | ------ |
| Australia     | ARIA                   | 2× Platino    | [ 26 ] |
| España        | PROMUSICAE             | Oro           | [ 27 ] |
| Italia        | FIMI                   | Oro           | [ 28 ] |
| Noruega       | IFPI Noruega           | 3× Platino    | [ 29 ] |
| Nueva Zelanda | RIANZ                  | Platino       | [ 30 ] |
| Reino Unido   | BPI                    | Plata         | [ 31 ] |
| Suiza         | IFPI Suiza             | Platino       | [ 32 ] |

## Sucesiones
| Anterior: «F U Betta» de Neon Hitch | Hot Dance Club Songs — Sencillo Nro 1 24 de marzo de 2012 — 30 de marzo de 2012 | Siguiente: «Give Me All Your Luvin'» de Madonna con Nicki Minaj & M.I.A. |